# Herenthout
Herenthout este o comună din regiunea Flandra din Belgia. Suprafața totală a comunei este de 23,55 km². La 1 ianuarie 2008 comuna avea 8.534 locuitori. 
Herenthout se învecinează cu comunele Grobbendonk, Nijlen, Herentals și Heist-op-den-Berg.
1. ↑  Totale oppervlakte volgens het Kadasterregister, België, gewesten en provincies (în neerlandeză), Algemene Directie Statistiek[*]